# Tomoyasu Hotei
Pour les articles homonymes, voir Tomoyasu.
Tomoyasu Hotei (布袋 寅泰, Hotei Tomoyasu, né le 1er février 1962 à Takasaki, Préfecture de Gunma) est un chanteur et guitariste rock et acteur Japonais. Il devient célèbre dans les années 1980 avec son groupe rock Boøwy et continue en solo après la séparation du groupe en 1988. Il a la particularité de mesurer 1,90 m. Il est marié à la populaire actrice et chanteuse Miki Imai depuis 1999. Il est connu en Occident pour son titre instrumental Battle without honor or humanity, qui est repris sur la bande originale du film Kill Bill et a pendant longtemps servi de générique à l'émission de football Téléfoot sur TF1.

## Discographie

### Singles
- Deja-vu (12 décembre, 1990)
- Beat Emotion (29 juillet, 1991)
- You (4 décembre, 1991)
- Lonely Wild (22 juillet, 1992)
- Saraba Seishun no Hikari (さらば青春の光, 28 juillet, 1993)
- Surrender (サレンダー, 30 mars, 1994)
- Bara to Ame (薔薇と雨, 14 décembre, 1994)
- Poison (25 janvier, 1995)
- Thrill (スリル, 18 octobre, 1995
- Last Scene (ラストシーン, 24 janvier, 1996)
- Inochi wa Moyashitsukusu tame no Mono (命は燃やしつくすためのもの 24 mai, 1996)
- Circus (23 octobre, 1996)
- Change Yourself! (1er août, 1997)
- Thank You & Good Bye (28 janvier, 1998)
- Bambina (バンビーナ, 16 avril, 1999)
- Nobody Is Perfect (12 mai, 1999)
- Vampire (30 août, 2000)
- Love Junkie (25 octobre, 2000)
- Born to be Free (1er janvier, 2001)
- Russian Roulette (6 février, 2002)
- Destiny Rose (17 octobre, 2002)
- Nocturne No.9 (27 août, 2003)
- Another Battle (アナザー・バトル, 30 juillet, 2004)
- Identity (200523 février)
- Liberty Wings (27 avril, 2005)
- Battle Funktastic (25 janvier, 2006) en collaboration avec Rip Slyme
- Back Streets of Tokyo (23 août 2006) en collaboration avec Brian Setzer.
- Stereocaster (ステレオキャスター, 8 novembre 2006) en collaboration avec Char
- Grace (2007) sur l'album Worlds Collide d'Apocalyptica
- Ti Voglio Sposare (2016) en collaboration avec Zucchero

### Albums
- Guitarhythm (5 octobre 1988)
- Guitarhythm II (27 septembre 1991)
- Guitarhythm III (23 septembre 1992)
- Guitarhythm IV (1er juin 1994)
- King & Queen (28 février 1996)
- Supersonic Generation (29 avril 1998)
- Guitar Concerto (composé par Michael Kamen)(21 octobre 1998)
- Fetish (29 novembre 2000)
- Scorpio Rising (6 mars 2002)
- Doberman (26 septembre 2003)
- Electric Samurai (30 mars 2004)
- Monster Drive (15 juin 2005)
- Monster Drive Party!!! (13 septembre 2005)
- Soul sessions (6 décembre 2006)
- Ambivalent (24 octobre 2007)
- Guitarhytm V (24 février 2009)

### Compilations
- Guitarhythm forever vol1 (7 février 1995)
- Guitarhythm forever vol2 (7 février 1995)
- Greatest Hits 1990 - 1999 (23 juin 1999)
- B-side rendez-vous (7 janvier 2000)
- All Time Super Best (7 décembre 2005)

### Albums lives
- Guitarhythm active tour '91-'92 (8 avril 1992)
- Guitarhythm wild (28 avril 1993)
- Space cowboy show (19 mars 1997)
- Tonight I'm Yours (26 janvier 2000)
- Rock The Future Tour 2000-2001 (22 mars 2001)
- Live in Budokan (26 décembre 2002)
- Monster drive party!!! (14 septembre 2005)
- Mtv unplugged (27 juillet 2007)

### DVD/VHS
- Guitarhythm (11 janvier 1989)
- Guitarhythm active tour '91-'92  (25 mars 1992)
- Guitarhythm wild (16 juin 1993)
- Serious clips (27 juillet 1994)
- Guitarhythm serious climax (17 mai 1995)
- Cyber city never sleep (24 mai 1996)
- H (9 octobre 1996)
- Space cowboy show (25 avril 1997)
- Ssg live rock the future (7 octobre 1998)
- Greatest video 1994-1999 (16 juillet 1999)
- Tonight i'm yours (16 mai 2000)
- Rock the future 2000-2001 (23 mai 2001)
- Hotei jukebox (25 juillet 2001)
- Live in budokan (29 janvier 2003)
- Doberman dvd (3 novembre 2003)
- The live doberman (30 juin 2004)
- Top runner (30 mai 2005)
- Monster drive party!!! (14 septembre 2005)
- All time super clips (15 mai 2006)
- All time super best tour (26 juin 2006)
- Hotei presents "super soul sessions"BRIAN SETZER vs HOTEI vs CHAR" (27 juillet 2007)
- Mtv unplgged (27 juin 2006)
- Hotei and The wanderers funky punky tour2007-2008 (23 avril 2008)
- Guitarhythm V tour (2009)
- HOTEI+TODAIJI SPECIAL LIVE -Fly into your dream- (2009)

### Collaboration
- 1996 : Arena de Asia - Guitare et crédit pour la composition sur Into the Arena

### Filmographie
- SF (samurai fiction) (1998)
- shin-jinnginaki-tatakai(新・仁義なき戦い) (2000)
- akai-tsuki(赤い月) (2003)